# Keith Jardine
Keith Hector Jardine (Butte, 31 ottobre 1975) è un artista marziale misto e attore statunitense.
Ha combattuto nell'Ultimate Fighting Championship aggiudicandosi vittorie notevoli contro Forrest Griffin e contro Chuck Liddell, ed è stato un contendente al titolo dei pesi medi Strikeforce.

## Risultati nelle arti marziali miste
Gli incontri segnati su sfondo grigio si riferiscono ad incontri di esibizione non ufficiali o comunque non validi per essere integrati nel record da professionista.
| Risultato | Record  | Avversario         | Metodo                        | Evento                                                   | Data              | Round | Tempo | Città                                   | Note                                                 |
| --------- | ------- | ------------------ | ----------------------------- | -------------------------------------------------------- | ----------------- | ----- | ----- | --------------------------------------- | ---------------------------------------------------- |
| Sconfitta | 17-11-2 | Roger Gracie       | Decisione (unanime)           | Strikeforce: Rockhold vs. Kennedy                        | 14 luglio 2012    | 3     | 5:00  | Portland, Stati Uniti d'America         |                                                      |
| Sconfitta | 17–10-2 | Luke Rockhold      | KO (pugni)                    | Strikeforce: Rockhold vs. Jardine                        | 7 gennaio 2012    | 1     | 4:26  | Las Vegas, Stati Uniti d'America        | Per il titolo dei Pesi Medi Strikeforce              |
| Parità    | 17–9-2  | Gegard Mousasi     | Parità (maggioranza)          | Strikeforce: Diaz vs. Daley                              | 9 aprile 2011     | 3     | 5:00  | San Diego, Stati Uniti d'America        | Debutto in Strikeforce                               |
| Vittoria  | 17–9-1  | Aron Lofton        | KO Tecnico (pugni)            | Fresquez Productions                                     | 4 marzo 2011      | 1     | 3:30  | Albuquerque, Stati Uniti d'America      |                                                      |
| Vittoria  | 16–9-1  | Francisco France   | Decisione (unanime)           | Nemesis Fighting: MMA Global Invasion                    | 10 dicembre 2010  | 3     | 5:00  | Punta Cana, Repubblica Dominicana       |                                                      |
| Sconfitta | 15–9-1  | Trevor Prangley    | Decisione (non unanime)       | Shark Fights 13: Jardine vs. Prangley                    | 11 settembre 2010 | 3     | 5:00  | Amarillo, Stati Uniti d'America         |                                                      |
| Sconfitta | 15–8-1  | Matt Hamill        | Decisione (maggioranza)       | The Ultimate Fighter: Team Liddell vs. Team Ortiz Finale | 19 giugno 2010    | 3     | 5:00  | Las Vegas, Stati Uniti d'America        |                                                      |
| Sconfitta | 15–7-1  | Ryan Bader         | KO (pugno)                    | UFC 110: Nogueira vs. Velasquez                          | 21 febbraio 2010  | 3     | 2:10  | Sydney, Australia                       |                                                      |
| Sconfitta | 15–6-1  | Thiago Silva       | KO (pugni)                    | UFC 102: Couture vs. Nogueira                            | 29 agosto 2009    | 1     | 1:35  | Portland, Stati Uniti d'America         |                                                      |
| Sconfitta | 15–5-1  | Quinton Jackson    | Decisione (unanime)           | UFC 96: Jackson vs. Jardine                              | 7 marzo 2009      | 3     | 5:00  | Columbus, Stati Uniti d'America         | Eliminatoria per il titolo dei Pesi Mediomassimi UFC |
| Vittoria  | 15–4-1  | Brandon Vera       | Decisione (non unanime)       | UFC 89: Bisping vs. Leben                                | 18 ottobre 2008   | 3     | 5:00  | Birmingham, Regno Unito                 |                                                      |
| Sconfitta | 14–4-1  | Wanderlei Silva    | KO (pugni)                    | UFC 84: Ill Will                                         | 24 maggio 2008    | 1     | 0:36  | Las Vegas, Stati Uniti d'America        |                                                      |
| Vittoria  | 14–3-1  | Chuck Liddell      | Decisione (non unanime)       | UFC 76: Knockout                                         | 22 settembre 2007 | 3     | 5:00  | Anaheim, Stati Uniti d'America          |                                                      |
| Sconfitta | 13–3-1  | Houston Alexander  | KO (pugni)                    | UFC 71: Liddell vs. Jackson                              | 26 maggio 2007    | 1     | 0:48  | Las Vegas, Stati Uniti d'America        |                                                      |
| Vittoria  | 13–2-1  | Forrest Griffin    | KO Tecnico (pugni)            | UFC 66: Liddell vs. Ortiz                                | 30 dicembre 2006  | 1     | 4:41  | Las Vegas, Stati Uniti d'America        |                                                      |
| Vittoria  | 12–2-1  | Wilson Gouveia     | Decisione (unanime)           | The Ultimate Fighter 3                                   | 24 giugno 2006    | 3     | 5:00  | Las Vegas, Stati Uniti d'America        |                                                      |
| Sconfitta | 11–2-1  | Stephan Bonnar     | Decisione (unanime)           | UFC Ultimate Fight Night 4                               | 6 aprile 2006     | 3     | 5:00  | Las Vegas, Stati Uniti d'America        |                                                      |
| Vittoria  | 11–1-1  | Mike Whitehead     | Decisione (unanime)           | UFC 57: Liddell vs. Couture 3                            | 4 febbraio 2006   | 3     | 5:00  | Las Vegas, Stati Uniti d'America        | Passa ai Pesi Mediomassimi                           |
| Vittoria  | 10–1-1  | Kerry Schall       | KO Tecnico (calci alle gambe) | The Ultimate Fighter 2                                   | 5 novembre 2005   | 2     | 3:28  | Las Vegas, Stati Uniti d'America        | Debutto in UFC                                       |
| Sconfitta | NU      | Rashad Evans       | Decisione (unanime)           | The Ultimate Fighter 2                                   | 31 ottobre 2005   | 3     | 5:00  | Las Vegas, Stati Uniti d'America        | Torneo dei Pesi Massimi TUF 2, Semifinale            |
| Vittoria  | 9–1-1   | Arman Gambaryan    | Sottomissione (armbar)        | M-1 MFC                                                  | 4 dicembre 2004   | 1     | 2:37  | Mosca, Russia                           |                                                      |
| Vittoria  | 8–1-1   | Tom Elrite         | KO (pugni)                    | Independent Event                                        | 13 novembre 2004  | 1     | 2:50  | Nuovo Messico, Stati Uniti d'America    |                                                      |
| Vittoria  | 7–1-1   | Brian Bair         | KO Tecnico (pugni)            | Venom: First Strike                                      | 18 settembre 2004 | 1     | 2:02  | Huntington Beach, Stati Uniti d'America |                                                      |
| Parità    | 6–1-1   | Keiichiro Yamamiya | Parità                        | Pancrase: Hybrid 8                                       | 4 ottobre 2003    | 2     | 5:00  | Osaka, Giappone                         |                                                      |
| Vittoria  | 6–1     | George Allen       | Decisione (unanime)           | KOTC 24: Mayhem                                          | 14 giugno 2003    | 2     | 5:00  | Albuquerque, Stati Uniti d'America      |                                                      |
| Vittoria  | 5–1     | Allan Sullivan     | KO Tecnico (pugni)            | KOTC 21: Invasion                                        | 21 febbraio 2003  | 2     | 1:56  | Albuquerque, Stati Uniti d'America      |                                                      |
| Vittoria  | 4–1     | Bryan Pardoe       | KO (pugni)                    | KOTC 20: Crossroads                                      | 15 dicembre 2002  | 1     | 1:09  | Bernalillo, Stati Uniti d'America       |                                                      |
| Vittoria  | 3–1     | Philip Preece      | Decisione (unanime)           | KOTC 14: New Mexico                                      | 19 giugno 2002    | 2     | 5:00  | Bernalillo, Stati Uniti d'America       |                                                      |
| Sconfitta | 2–1     | Travis Wiuff       | KO (pugno)                    | EC 46                                                    | 16 febbraio 2002  | 1     | 0:06  | Clive, Stati Uniti d'America            |                                                      |
| Vittoria  | 2–0     | Abe Andujo         | KO Tecnico (pugni)            | Rage in the Cage 31                                      | 7 novembre 2001   | 1     | 1:20  | Phoenix, Stati Uniti d'America          |                                                      |
| Vittoria  | 1–0     | Amir Rahnavardi    | Sottomissione (armbar)        | GC 5                                                     | 19 agosto 2001    | 1     | 2:44  | Denver, Stati Uniti d'America           |                                                      |

## Filmografia parziale
- Crank: High Voltage, regia di Mark Neveldine e Brian Taylor (2009)
- Gamer, regia di Mark Neveldine e Brian Taylor (2009)
- Stretch - Guida o muori (Stretch), regia di Joe Carnahan (2014)
- John Wick, regia di David Leitch e Chad Stahelski (2014)
- Crazy Dirty Cops (War on Everyone), regia di John Michael McDonagh (2016)
- La fratellanza (Shot Caller), regia di Ric Roman Waugh (2017)
- Bird Box, regia di Susanne Bier (2018)
- The Kid, regia di Vincent D'Onofrio (2019)
- Copshop - Scontro a fuoco (Copshop), regia di Joe Carnahan (2021)
- End of the Road, regia di Millicent Shelton (2022)
- Circondato (Surrounded), regia di Anthony Mandler (2023)